# Rodolphe Kreutzer
Pour les articles homonymes, voir Kreutzer.
Rodolphe Kreutzer (Versailles, 15 novembre 1766 – Genève, 6 janvier 1831) est un musicien français, violoniste, compositeur, chef d'orchestre et professeur. Il est plus particulièrement connu grâce à la sonate pour violon et piano que lui dédia Beethoven en 1803.

## Biographie

### Famille et formation
Rodolphe Kreutzer est le fils aîné des cinq enfants survivants d'Élisabeth Trabol (morte en janvier 1785) et Jean Jacob Kreutzer (mort en novembre 1784), musicien allemand originaire de Breslau et instrumentiste à vent du régiment des Gardes Suisses de Louis XV depuis 1760. Il est baptisé le 16 novembre, en l'église Notre-Dame de Versailles : le parrain est Rodolphe Krettly, lui aussi musicien au régiment des Gardes Suisses et la marraine Louise Vincent.
Son frère cadet est le violoniste et compositeur Auguste Kreutzer (1778–1832) — le fils de Jean Nicolas sera également compositeur et critique musical, Léon Kreutzer (1817–1868).
Il reçoit ses premiers cours de musique de son père, puis étudie, à partir de 1778, violon et composition avec Anton Stamitz. Il se fait remarquer dès l'âge de treize ans en exécutant un concerto de Stamitz au Concert spirituel (25 mai 1780) et reçu comme un prodige.
Le 28 août 1788, il épouse à Versailles, Adélaïde-Charlotte Foucard (née le 31 décembre 1771), fille d'Honoré Foucard, valet de chambre du comte d'Artois. « C'était une femme d'esprit très distinguée, fort intelligente et fort instruite, et dont les parents avaient particulièrement soigné l'éducation. C'est certainement grâce à elle que Kreutzer put arriver à la haute situation qu'il occupa par la suite ; et c'est encore elle qui fit de sa maison, un centre où les célébrités les plus diverses tinrent à honneur d'être admises ». Enterrée au cimetière du Père-Lachaise à Paris (13e division), près du cénotaphe élevé à la mémoire de son mari, elle fut exhumée en 1995.
Au début des années 1780, il voyage en Italie et en Allemagne, avant de se fixer en France. En Italie, il entend Viotti. Bien qu'il rencontre le musicien, il n'y a aucune preuve qu'il soit devenu son élève. Néanmoins, il est influencé par son jeu et son style.

### Carrière
En mai 1784, Rodolphe Kreutzer se produit au Concert spirituel pour jouer son premier concerto pour violon. En 1785, il est nommé premier violon de l'orchestre royal à la suite de son père, par faveur spéciale de la reine Marie-Antoinette, car il vient de perdre en l'espace de trois mois, ses deux parents et se trouve chargé de leurs trois plus jeunes enfants. En 1789, il quitte Versailles pour emménager à Paris. Il prend la place de premier violon solo dans l'orchestre du Théâtre Italien, tout en projetant de composer un opéra. La même année, il est membre de la loge maçonnique parisienne La Concorde.
Son premier succès intervient le 15 janvier 1791 avec Paul et Virginie à Opéra-Comique (dont il tirera un ballet en 1806), suivi par Lodoïska le 1er août qui reçoit encore plus d'ovations que la partition de Cherubini donnée la même année. Dans les trois décennies suivantes, il écrit des opéras — en tout une quarantaine — dont il dirige les représentations.
Il est professeur de violon dès 1793, d'abord à l'Institut national puis au Conservatoire de Paris dès sa fondation en 1795. Il y reste jusqu'en 1826. En 1796 sont publiés par le conservatoire les 42 études ou caprices (dont 40 sont de sa plume) et il effectue une tournée en Italie et compose huit concertos pour violon.
Avec ses collègues Pierre Rode et Pierre Baillot, il met au point la Méthode de violon du Conservatoire (adoptée en 1803) et sont à eux trois, les fondateurs de l'École française de violon moderne, caractérisée par la brillance du style, l'objectivité de l'approche et le peu d'emphase expansif sur le lyrisme. Il est membre de la commission des sciences et des arts lors de la campagne d’Italie, à la suite du général Bonaparte.
En 1798, il séjourne à Vienne parmi la suite de l'ambassadeur Bernadotte et fait la connaissance de Ludwig van Beethoven :

« Ce Kreutzer, est un bon cher homme ; il m'a causé beaucoup de plaisir pendant son séjour ici. Sa simplicité et son naturel me sont plus chers, que tout l'extérieur sans intérêt de la plupart des virtuoses. »

— Beethoven, lettre 99, du 4 octobre 1804 à son éditeur Simrock.

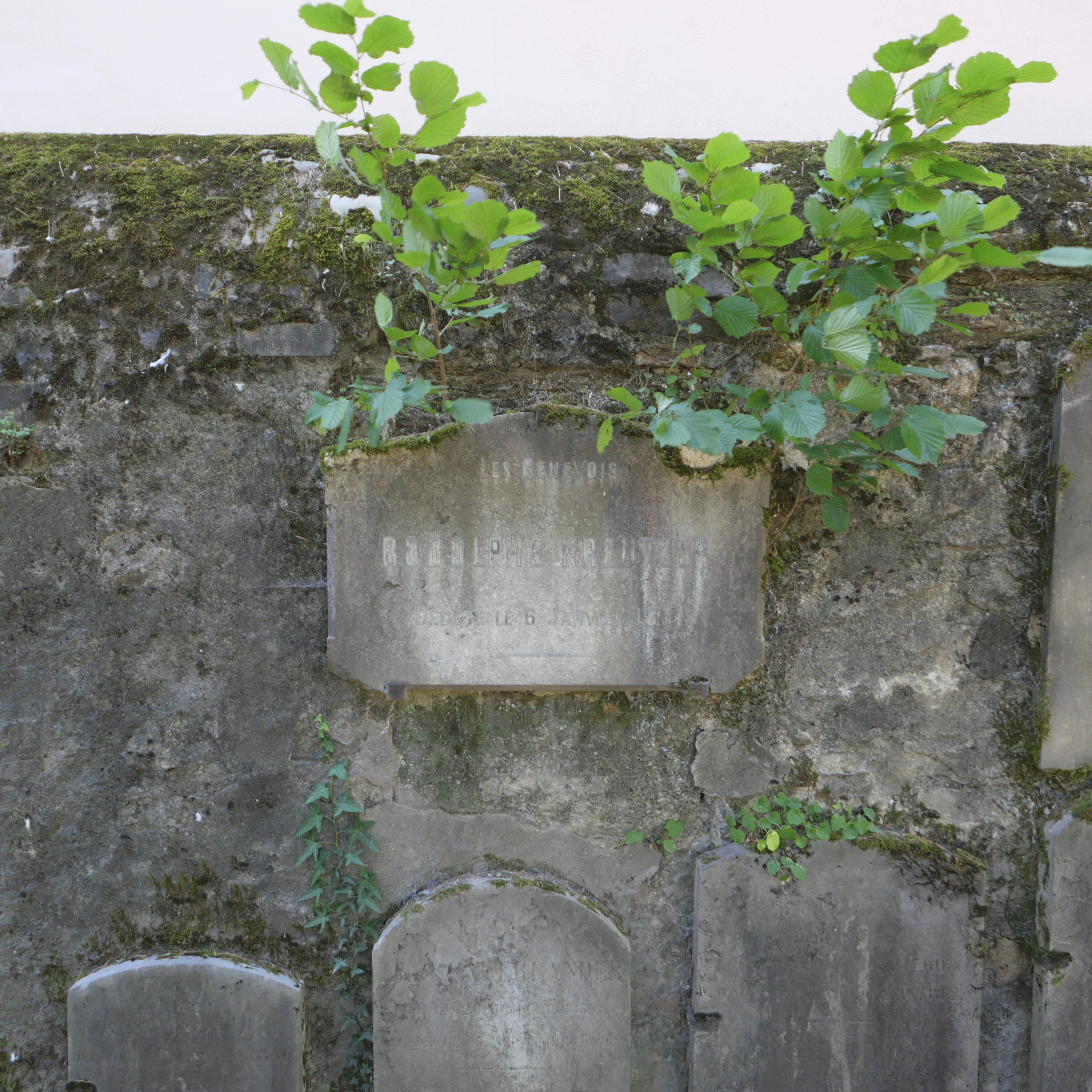
La dalle funéraire de Kreutzer à Genève

Pour l'édition en 1805, le compositeur lui dédie sa sonate pour violon no 9, op. 47 (1803), surnommée La Sonate à Kreutzer. L'œuvre deviendra célèbre. En 1889, l'écrivain russe Léon Tolstoï donna ce titre à un de ses ouvrages. Pourtant Kreutzer ne joua jamais l'œuvre, la considérant comme « inintelligible »,. Louis Spohr écrit des frères Kreutzer que « de tous les violonistes parisiens, ils sont les plus cultivés ».
Il cesse de jouer du violon en soliste en 1810, s'étant cassé le bras lors d'un voyage dans le Midi de la France. Il joue néanmoins en ensemble et conserve ses postes. Dès la restauration, il est nommé maître de la chapelle du roi, l'année suivante second chef et en 1817, il est nommé premier chef de l'orchestre de l'Opéra de Paris et membre de l'Académie de musique. Il reçoit la Légion d'honneur en 1824 et devient le directeur de l'Opéra jusqu'en 1826. Le style de Kreutzer n'ayant plus la faveur du public, son dernier opéra, Matilde (vers 1827) est refusé par la direction. À partir de 1826, sa santé décline et il se retire de ses fonctions publiques,.

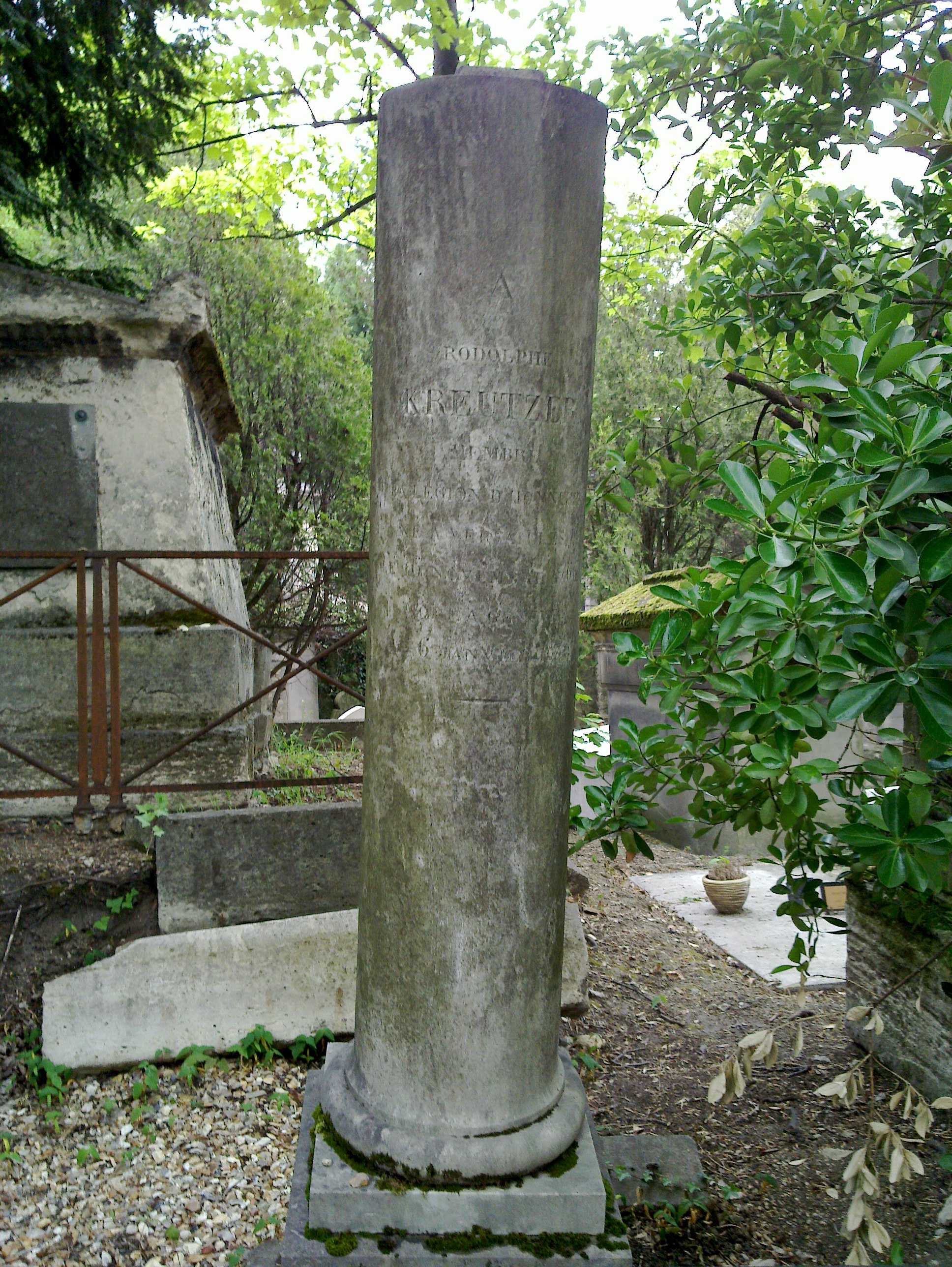
Cénotaphe au cimetière du Père-Lachaise.

Rodolphe Kreutzer meurt le 6 janvier 1831 à Genève et est inhumé au cimetière des Rois.
Parmi ses élèves figurent son frère Jean Nicolas, Charles Philippe Lafont et Joseph Massart.

## Lettre du jeune Berlioz
Arthur Coquard raconte : « Au printemps 1823, il y a un homme qui peut tout. C'est Kreutzer, […] l'auteur de Lodoïska, qu'on donne à l'Opéra-Comique, de La Mort d'Abel, qui triomphe à l'Opéra […]. Grisé par l'espoir, Berlioz […] écrit la lettre […] la plus folle qu'on puisse imaginer. Qu'on songe, avant de la lire, que Berlioz n'a pas vingt ans, qu'il est le romantique par excellence, qu'il n'a près de lui personne pour le guider. Voici cette folle épître » :

« Oh ! génie ! Je succombe ! Je meurs ! Les larmes m'étouffent ! La Mort d'Abel ! Dieux ! Quel infâme public ! Il ne sent rien ! Que faut-il donc pour l'émouvoir ? Ô génie ! Et que ferai-je, moi, si un jour ma musique peint les passions ! On ne me comprendra pas… Sublime, déchirant, pathétique ! Ah ! je n'en puis plus : il faut que j'écrive ! A qui écrirai-je ? Au génie ?… Non, je n'ose pas. C'est à l'homme, c'est à Kreutzer… Il se moquera de moi… Ça m'est égal… Je mourrais, si je me taisais... Si la plume ne me tombait des mains, je ne finirais pas. AH ! GÉNIE !!! »

Pour Arthur Coquard, qui rapporte cet épisode, il « importe de ne pas perdre de vue » que ce type de romantisme est « une sorte de comédie qu'on joue […] un masque, qu'on met solennellement, à certaines heures, et qu'on dépose avec la même aisance ».
Kreutzer ne daigna pas répondre à celui qui allait devenir une des principales figures de la musique en France au XIXe siècle.

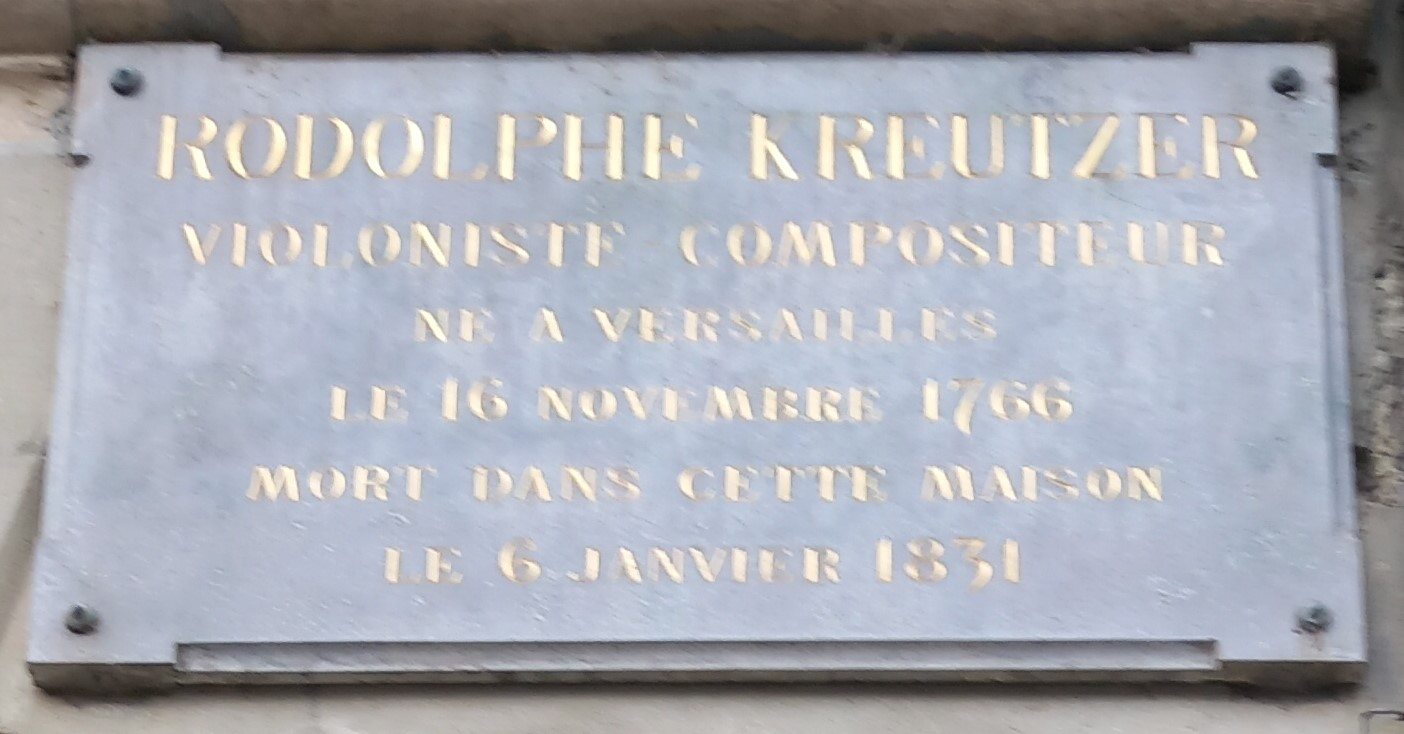
Plaque commémorative à la Promenade Saint Antoine à Genève

## Œuvres
- 19 concertos pour violon
- Musique de chambre : quintette à vent, quatuors à cordes, trios, sonates pour violon et duos (deux violons, violon et alto, violon et harpe)
- Quarante opéras, parmi lesquels Jeanne d'Arc à Orléans (1790), Paul et Virginie (1791), Lodoïska ou Les Tartares (1791), La Mort d'Abel (1810, révision 1825)
- Blanche de Provence ou la Cour des fées, opéra en 3 actes, livret d'Emmanuel Théaulon et de De Rancé, musique de Henri-Montan Berton, François-Adrien Boieldieu, Luigi Cherubini, Rodolphe Kreutzer et Ferdinando Paër (1821)
- Clari (ballet) (ru), un ballet-pantomime de Louis Milon, Opéra de Paris (Salle Favart, 1820).
- 42 études ou caprices, pour violon seul (1796), qui est toujours un ouvrage pédagogique connu pour les violonistes[5].
- 18 nouveaux caprices ou études (vers 1815)